# Croce di Ottone e Matilde
La croce di Ottone e Matilde è una croce astile del X secolo (44,5×29,5 cm) conservata nel tesoro della cattedrale di Essen. Il nome della croce deriva dalle persone che sono raffigurate sulla targa celebrativa della donazione, incorporata nell'opera. Questi sono il duca Ottone I di Svevia e sua sorella, la badessa del monastero di Essen, Matilde II. Entrambi erano nipoti dell'imperatore Ottone I il Grande e confidenti del loro zio, Ottone II. La croce è uno dei pezzi che mostrano il legame particolarmente stretto tra gli ottoniani e il monastero di Essen.
È una delle quattro croci astili ottoniane del tesoro della Cattedrale di Essen, assieme alla Croce di Teofano, la Croce di Matilde e la Croce Senkshmelz.

## Storia
La croce si trova a Essen sin dalla sua creazione, a prescindere dai trasferimenti avvenuti in tempo di guerra. L'Inventarium reliquiarum Essendiensium del 12 luglio 1627, il primo elenco del tesoro del monastero, non consente una perfetta identificazione, poiché indica solo due crocifissi rivestiti con molte pietre e oro, ricoperti di rame sul retro. Questa descrizione si applica a tutte e quattro le croci astili nel tesoro della Cattedrale di Essen. Il Liber Ordinarius, che regolava l'uso liturgico del tesoro del monastero, menziona solo le croci astili in generale. Poiché gli oggetti sacri donati di solito non venivano venduti, si può presumere che la croce sia appartenuto al monastero femminile di Essen ininterrottamente dalla sua fondazione fino alla secolarizzazione del 1802. Durante la Guerra dei Trent'anni, la badessa del monastero fuggì a Colonia con i tesori del convento. Durante altre crisi, la croce è stata probabilmente nascosta nell'area dell'abbazia. Ciò è documentato nel 1794, quando i francesi avanzarono su Essen e il tesoro del monastero fu portato a Steele, oggi quartiere di Essen, nell'orfanotrofio donato dalla badessa Franziska Christine von Pfalz-Sulzbach.
Durante la secolarizzazione, la Congregazione cattolica di San Giovanni rilevò la collegiata e il suo inventario come chiesa parrocchiale, che poi divenne cattedrale di Essen. Durante la rivolta della Ruhr nel 1920, l'intero tesoro del monastero fu portato a Hildesheim in gran segreto, da dove fu restituito nel 1925 nelle stesse circostanze segrete.
Durante la seconda guerra mondiale, il tesoro della cattedrale fu portato prima a Warstein, poi ad Albrechtsburg a Meißen e da lì a un bunker a Siegen. Trovata lì dalle truppe americane dopo la fine della guerra, la croce con il tesoro finì nel Museo statale di Marburg e successivamente in un punto di raccolta di opere d'arte al castello di Dyck vicino a Rheydt. Dall'aprile all'ottobre 1949 il tesoro della Cattedrale di Essen fu esposto a Bruxelles e Amsterdam in irripetibili mostre assieme agli altri tesori recuperati alla fine della guerra, per poi essere riportato a Essen.
Con l'istituzione della diocesi della Ruhr nel 1958 e l'elevazione della parrocchiale cattolica di Essen alla cattedrale, la proprietà della croce è passata alla diocesi di Essen.

## Descrizione

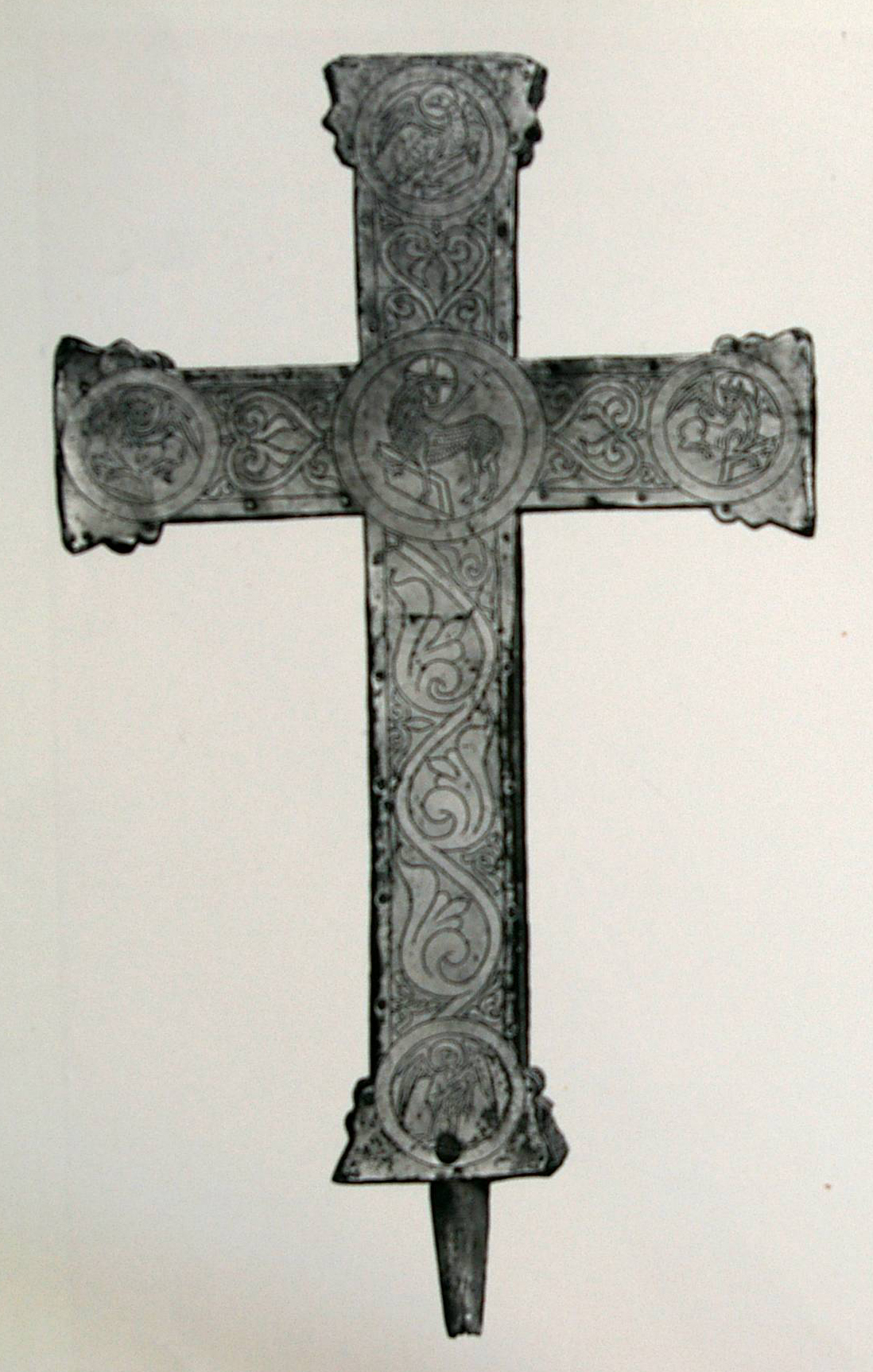
Retro della croce di Ottone e Matilde

La croce è alta 44,5 cm e larga 29,5 cm ed è in legno di rovere. È una croce latina, le cui estremità sono atipicamente allargate. L'allargamento trapezoidale suggerisce una forma simile alla Croce di Lotario di Aquisgrana, datata all'anno 984. La parte anteriore della croce è ricoperta da una lamina d'oro sbalzata. Un bordo si estende intorno alla parte anteriore della croce, in cui le pietre preziose incastonate su una filigrana d'oro sono separate da due perle adiacenti a ognuna. Un sottile filo di perle funge da bordo della cornice. Poiché le pietre opposte sono abbinate per colore e dimensione, la disposizione dei gioielli appare pulita e ordinata. All'estremità inferiore del braccio verticale si trova la piastra donatrice in smalto cloisonné. Su questo sono mostrati Matilde, chiamata "Mathild Abba", e Ottone, chiamato "Otto Dux", che tengono insieme una croce.
Al centro della croce si trova un Cristo sofferente a rilievo. A causa del ventre sporgente e del disegno asimmetrico della parte superiore del corpo, ci sono somiglianze con il corpo della Croce di Gerone di Colonia, quindi si presume che Colonia sia il luogo di origine della Croce di Ottone e Matilde. Tuttavia, anche Treviri viene presa in considerazione, poiché le piastre smaltate provengono dall'officina di Egberto di Treviri. È anche possibile che solo gli smalti siano stati prodotti a Treviri e la croce sia stata assemblata altrove. L'aureola attorno alla testa leggermente inclinata del crocifisso ne taglia il bordo, le tre pietre preziose dell'aureola sottolineano ulteriormente la postura della testa. Tra i piedi del crocifisso, in piedi su un suppedaneo, e il piatto del donatore, c'è l'immagine di un serpente come secondo il Libro di Mosè 21: 4-9, il serpente della vita di bronzo di Mosè. Secondo un'altra interpretazione si tratta di un basilisco, che fa riferimento a Salmi 91,13, il Redentore vincitore del male: "Andrai su leoni e lontre e calpesterai giovani leoni e draghi". Sopra la testa di Cristo c'è una seconda piastra in cloisonné con l'iscrizione IHC NA / ZARENVS / REX IVDEOR ("Gesù di Nazareth Re dei Giudei") divisa in tre righe, le lettere IHC stanno per le prime tre lettere del nome di Gesù in lingua greca.
Il retro della croce è ricoperto da una lastra di rame placcato in oro e progettato in modo molto più semplice. Mostra i quattro evangelisti alle estremità delle traverse, al punto di incrocio è raffigurato l'Agnello di Dio. Le immagini sono legate da un albero della vita.

## Interpretazione iconografica

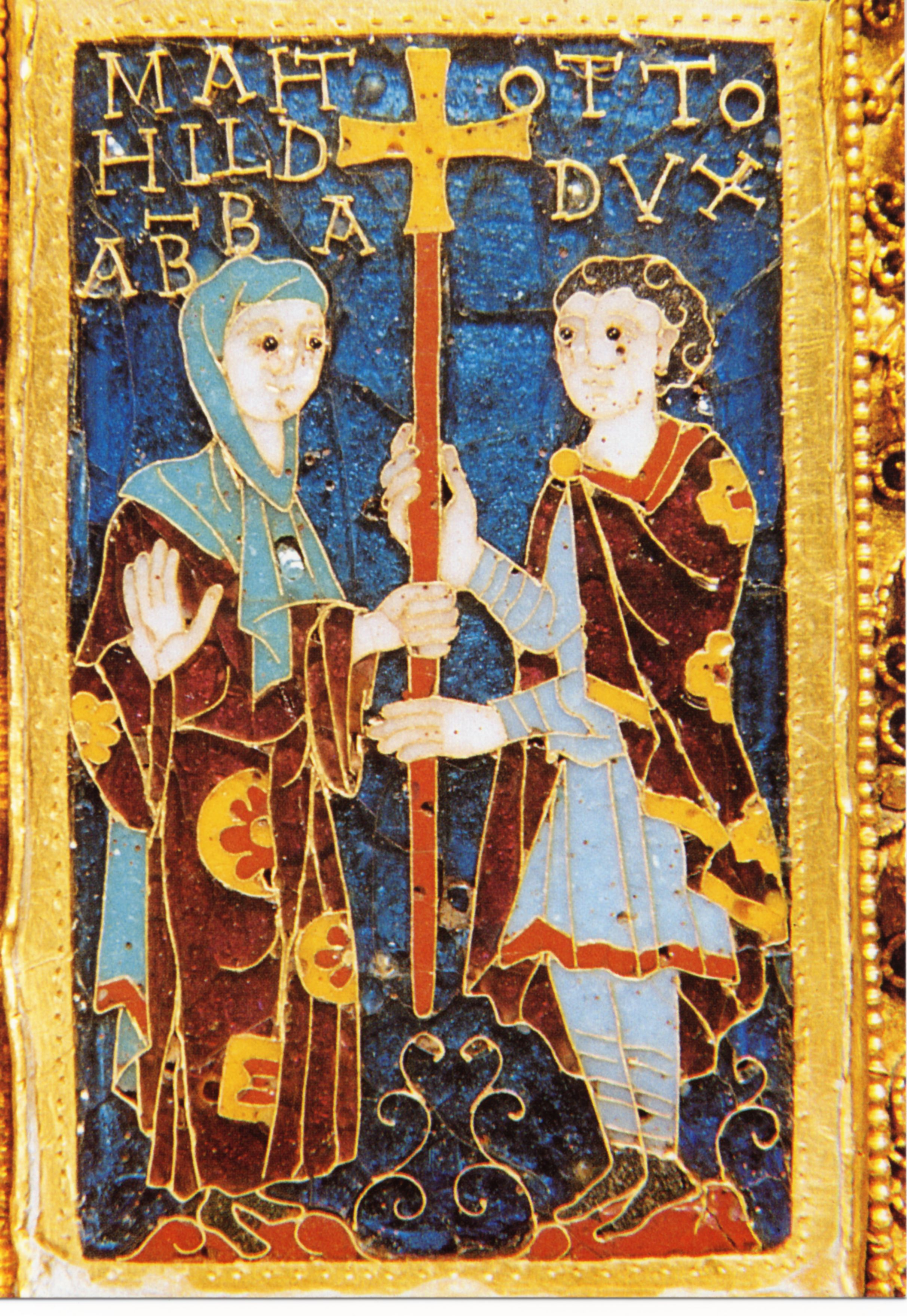
La placca in smalto cloisonné con i donatori

La chiave per l'interpretazione e la datazione della croce è la targa donatrice della croce, che è stata conservata inalterata dalla sua creazione. Su questo sono raffigurati Ottone, duca di Svevia, e la badessa Matilde in costume di corte. I tessuti mostrati sono probabilmente tessuti di seta sogdiani, che arrivarono nell'impero franco solo come doni dalla corte imperiale bizantina; tessuti simili sono stati conservati nel tesoro della cattedrale di Essen come coperture dei reliquiari. Poiché Matilde fu badessa ad Essen dal 973, ma non è mostrata in abiti da badessa, si presume nella letteratura recente che la sua rappresentazione in abiti cortesi di una nobildonna di alto rango la esprima come la sorella del duca Ottone e non nella qualifica di badessa. La mancanza delle insegne nobiliari del duca come la spada e la lancia in Ottone suggerisce che i fratelli siano raffigurati come membri di una famiglia e non come dignitari. Mathilde accetta una croce dalle mani di suo fratello. Otto tiene la croce con entrambe le mani, ma con le dita tese, mentre Mathilde la afferra con una mano ben chiusa. L'altra mano è alzata in un gesto ambiguo. Da un lato, questo gesto può essere interpretato come un gesto di saluto o di accettazione nei confronti di Ottone nel contesto dell'immagine, ma le sue dita puntano in alto verso il crocifisso, in modo che possa essere interpretato anche come gesto di mediazione.
L'immagine del donatore, in particolare il modo in cui i fratelli si tengono per mano, era stata precedentemente interpretata nel senso che Ottone aveva donato la croce al monastero, di cui sua sorella era responsabile come badessa. Tuttavia, questo non spiega perché Mathilde non sia raffigurata come la badessa e Ottone senza insegne ducali.
Secondo la letteratura più recente, la raffigurazione della consegna della croce da Ottone a Mathilde deve essere letta in senso simbolico e con uno sguardo alla loro storia familiare. Nell'ottobre del 982 morì l'ultimo discendente maschio della regina Edgitha, la prima moglie di Ottone Magno. Mathilde, che aveva un forte senso della famiglia, era diventata la padrona di casa con la sua morte. In quanto ultimo membro di questo ramo famigliare, era particolarmente obbligata a curare la memoria della famiglia, in sostituzione al fratello. L'immagine del fondatore va interpretata in questo contesto: simboleggia la volontà di Mathilde di continuare l'eredità di Ottone, morto senza figli. Sulla base di ciò, si può presumere che Mathilde abbia donato la croce in memoria di suo fratello, morto durante la spedizione dell'Imperatore Ottone II in Italia nel 982. È probabile che la donazione sia avvenuta poco dopo la sua morte, cioè nel 983 o 984, forse contemporaneamente alla donazione della Croce di Aschaffenburg nella collegiata di Aschaffenburg dei Santi Pietro e Alessandro, dove fu sepolto Ottone. La cornice dipinta di questa croce corrisponde alla cornice perimetrale della Croce di Ottone e Matilde.

## Significato liturgico

### Medioevo
L'integrazione liturgica della croce nel Medioevo difficilmente può essere ricostruita. In linea di principio, le croci processionali venivano disposte sull'altare o accanto ad esso e portate durante le processioni. Il lato con il corpo solitamente puntava in avanti in modo che i partecipanti alla processione seguissero Gesù secondo Mt 10,38. Il Liber Ordinarius di Essen del XIV Secolo, che attinge a testi precedenti, tramanda diverse processioni. È possibile che la croce astile, come la Croce Imperiale delle insegne imperiali del Sacro Romano Impero, fosse un'insegna di rappresentanza delle badesse di Essen. La Croce di Ottone e Matilde è in effetti la più antica ed elaborata delle quattro croci astili di Essen.
Una particolarità alla quale fa riferimento lo storico dell'arte Beuckers è tramandata dal Liber Ordinarius per la processione della Veglia pasquale, quella che dall'altare di San Pietro nel westbau della cattedrale conduceva, attraverso il chiostro, al cimitero dei canonici, dove le tombe venivano asperse con l'acqua santa, mentre il convento cantava la salvezza. Tale processione, eseguita anche da altri monasteri, simboleggiava la risurrezione di Cristo anche per i defunti, inclusi nella liturgia pasquale, con carattere di intercessione. Per la processione di Essen, il Liber Ordinarius prevedeva, in deroga alla prassi abituale, che la parte anteriore della croce fosse rivolta verso la processione. Nel caso della Croce di Ottone e Matilde, ciò avrebbe avuto come conseguenza che i fratelli raffigurati nello smalto sul fronte sarebbero diventati parte della processione, come una confraternita in preghiera oltre la morte, con fortissimo valore commemorativo per i fondatori.

### Conservazione
Nonostante la sua età e l'importanza storico-artistica, la Croce di Ottone e Matilde non è un oggetto da museo. Non ha mai perso la sacra funzione di croce processionale. All'intronizzazione del primo vescovo di Essen il 1º gennaio 1958, la croce è stata condotta in processione davanti a lui ed è stata riutilizzata anche durante feste e processioni successive. Questo uso è stato interrotto dai suoi successori per motivi di restauro: a tal fine è stata approntata una croce moderna con tratti e forme simili. Alla messa festiva per la consacrazione dell'espansione del tesoro della Cattedrale di Essen il 15 maggio 2009, la Croce di Ottone e Matile, ormai raggiunta l'età di quasi 1030 anni, servì da croce d'altare durante la celebrazione.